# Кулишер, Иосиф Михайлович
Ио́сиф Миха́йлович Ку́лишер (1 августа 1878, Киев — 17 ноября 1933, Ленинград, похоронен на Еврейском кладбище Санкт-Петербурга) — русский и советский экономист. Доктор экономики, профессор Петроградского университета.

## Биография
Родился в семье еврея-адвоката Михаила Игнатьевича Кулишера и Сары Иосифовны Ратнер. В 1896 с золотой медалью окончил гимназию Святой Анны в Санкт-Петербурге. Окончил в 1900 году курс на юридическом факультете Санкт-Петербургского университета. Учился за границей в университетах Берлина, Галле, Вены, Лейпцига, занимался в библиотеках.
Вернувшись из-за границы, выдержал магистерский экзамен. В 1905 был зачислен в состав приват-доцентов юридического факультета Санкт-Петербургского университета по кафедре политической экономии и начал читать курс истории экономического быта. С 1905 был причислен разделу торговли Министерства финансов и утверждён в чине коллежского секретаря, а в 1907 переведён на службу в Министерство финансов чиновником любых поручений с оставлением его приват-доцентом университета.
В 1908 г. защитил магистерскую диссертацию «Очерки из истории форм промышленности в Западной Европе с XIII по XVIII ст.» (официальные оппоненты на диспуте — М. И. Туган-Барановский и М. М. Ковалевский).
Наряду с университетом, с 1910 читает лекции на Высших коммерческих курсах, преобразованных впоследствии в Коммерческий институт, профессором которого становится в 1916 году. В 1915 был избран профессором Психоневрологического института. Печатался в «Русском богатстве», «Русской мысли», «Русском экономическом обозрении», «Jahrbucher fur Nationalokonomie und Statistik» и других. Участвовал в разработке законопроектов по подоходному, промысловому и другим видам налога, внесённых в Государственную Думу России.
В 1921—1924 директор Экономического научно-исследовательского института при Петроградском университете.
В 1930–1932 преподавал в Ленинградском финансово-экономическом институте.
Похоронен на Преображенском еврейском кладбище.
Женою учёного была Анна Семёновна Кулишер (1888–1961), получившая в советские годы большую известность как переводчик с немецкого, французского и английского языков.

## Оценка научной деятельности
Автор работ по экономической истории средних веков и начального периода нового времени.
Исследования И. М. Кулишера отмечали многие известные экономисты, в том числе российский экономист М. И. Туган-Барановский и французский историк экономики Фернан Бродель. М. И. Туган-Барановский говорил о «Лекциях по истории экономического быта Западной Европы» (позже переработанных и названных «История экономического быта Западной Европы»):

Как историк хозяйства Иосиф Михайлович должен быть признан одним из самых видных среди русских экономистов. Его курс по истории экономического быта в Западной Европе, являющийся вполне самостоятельным трудом, в котором автор собрал свои многочисленные работы по истории хозяйственного развития Запада, принят как руководство во многих высших учебных заведениях и выдержал ряд изданий.
Известный французский историк экономики Фернан Бродель использовал «Лекции» при работе над трёхтомником «Материальная цивилизация, экономика и капитализм. XV—XVIII вв.», считая их «ещё и доныне лучшим руководством и самой надежной из обобщающих работ».
Российский исследователь истории экономической мысли Е. М. Майбурд относит И. М. Кулишера к представителям второго поколения исторической школы в России.
Переиздание книги, впервые опубликованной в 1909 году «История экономического быта Западной Европы», т. 1 "Средневековье" (2016) — это, как указывает А. П. Беликов, «фундаментальная, полезная и ничуть не устаревшая монография И. М. Кулишера».